# Thylogale
Thylogale é um gênero marsupial da família Macropodidae.

## Espécies
- Thylogale billardierii (Desmarest, 1822)
- Thylogale browni (Ramsay, 1877)
- Thylogale brunii (Schreber, 1778)
- Thylogale calabyi Flannery, 1992
- Thylogale lanatus (Thomas, 1922)
- Thylogale stigmatica (Gould, 1860)
- Thylogale thetis (Lesson, 1828)